# Consejo Administrativo del Estado
El Consejo Administrativo del Estado (en birmano: နိုင်ငံတော်စီမံဥချပ်ရေးကောင်စီ) fue el órgano ejecutivo que goberno Birmania, desde el golpe de Estado de 2021 hasta la formacion del Comisión Nacional de Seguridad y Paz, las elecciones de agosto de 2025 y el avance hacia la democracia multipartidista el 31 de julio de 2025. El Consejo se formó el 2 de febrero de 2021 y se disolvio el 31 de julio de 2025. Estaba compuesto por 11 miembros.
Si bien la abrumadora mayoría de los miembros del Consejo eran oficiales militares, se habian designado tres civiles, a saber: Phado Man Nyein Aung, un exmiembro del Comité Ejecutivo Central de la Unión Nacional Karen, y dos exmiembros de la Liga Nacional para la Democracia (LND), Thein Nyunt y Khin Maung Swe, cofundadores de la Fuerza Democrática Nacional, un grupo disidente de la LND.

## Miembros
- General senior Min Aung Hlaing, presidente[4]
- Vicegeneral senior Soe Win, vicepresidente[4]
- General Mya Tun Oo, miembro[4]
- General Tin Aung San, miembro[4]
- General Maung Maung Kyaw, miembro[4]
- Teniente general Moe Myint Tun, miembro[4]
- Phado Man Nyein Maung, miembro[4]
- Thein Nyunt, miembro[4]
- Khin Maung Swe, miembro[4]
- Teniente general Aung Lin Dwe, secretario[4]
- Teniente general Ye Win Oo, secretario adjunto[4]